# 아레나 (소프트웨어)
아레나(Arena)는 시스템스 모델링에 의해 개발되고 로크웰 오토메이션이 2000년 인수한 이벤트 시뮬레이션 및 자동화 소프트웨어이다. SIMAN 프로세서와 시뮬레이션 언어를 사용한다. 2020년 기준으로 버전 16이 최신이다.
아레나에서 사용자는 프로세서나 로직을 대표하는 모듈들(각기 다른 모양의 상자)을 위치시킴으로써 실험 모델을 빌드한다.

## 에디션
- 프로페셔널 에디션
- 스탠더드 에디션
- 옵트퀘스트(OptQuest)

## 같이 보기
- 컴퓨터 시뮬레이션